# 克里斯汀·阿芒托
克里斯汀·阿芒托（法語：Christian Amatore，1951年12月9日—），法国化学家，法国科学院院士。2013年当选为中国科学院外籍院士。
克里斯汀·阿芒托主要在电分析化学和生物电化学领域以及有机金属均相催化化学领域作出了重大科学贡献。